# Міський округ Навашинський
Міський округ Навашинський (рос. Городской округ Навашинский) — адміністративно-територіальне утворення (місто обласного значення) і муніципальне утворення зі статусом міського округу у південно-західній частині Нижньогородської області Росії. До 2015 року становив Навашинський район.
Межує з містами обласного значення (міськими округами) Кулебаки і Викса, а також Вачським, Сосновським і Ардатовським районом Нижньогородської області та Муромським районом Владимирської області.
Адміністративний центр — місто Навашино.

## Населення
Населення — 21 772 осіб (2020 рік).

## Економіка району
У 2007 році обсяг відвантаження товарів власного виробництва, виконання робіт, надання послуг власними силами по обробним виробництвам (по великим та середнім організаціям) склав 2248,5 млн руб., По повному колу підприємств — 2743,78 млн руб.
Структура матеріального виробництва
- Промисловість — 87,4 %;
- Сільське господарство — 2,4 %;
- Транспорт і зв'язок — 1,9 %;
- Будівництво — 0,3 %;
- Торгівля і громадське харчування — 0,6 %;
- Інші — 7,4 %.